# 14-й армійський корпус (РФ)
14-й армійський корпус — оперативно-тактичне об'єднання мотострілецьких військ СВ Російської Федерації.
Скорочене найменування — 14 АК.
Розташовується на території Мурманської області. Управління розташоване у місті Мурманськ.

## Історія
Корпус було сформовано у квітні 2017 року. Перед корпусом поставлено виконання завдань в арктичній зоні.
Для дій в умовах Заполяр'я особовий склад арктичних бригад мотострільців проходить особливу практику. Бійці отримують лижну підготовку, готуються використовувати оленячі та собачі упряжки та навіть будувати іглу.
Військовослужбовці армійського корпусу Північного флоту беруть участь у 20 конкурсах АрМІ-2020. Також у зимовому періоді навчання було проведено 12 батальйонних та дивізійних тактичних навчань із бойовою стрільбою.

## Склад
- управління (м. Мурманськ)[1];
- 71-а гвардійська мотострілецька Печенська Червонопрапорна, ордена Кутузова дивізія (смт Печенга)[3] ;
- 80-а окрема мотострілецька бригада (п. Алакуртті);
- 58-й окремий батальйон управління (м. Мурманськ)[1];.
- 71-а тактична (арктична) група (о. Земля Олександри);
- 99-та тактична група (о. Котельня).

## Командири корпусу
- генерал-лейтенант Краєв Дмитро Володимирович (2017—2022)
- генерал-майор Фомічов Борис Іюльович (з 18.02.2022)[5]